# Escape from the Studio '95
Escape From The Studio '95 è l'ottavo tour del gruppo musicale statunitense Metallica che si è svolto tra il 23 agosto 1995 ed il 14 dicembre dello stesso anno della durata di sole cinque date.

## Date del tour
| Data              | Città                | Locale            |
| ----------------- | -------------------- | ----------------- |
| 23 agosto 1995    | Londra               | Astoria 2         |
| 26 agosto 1995    | Donington            | Donington Park    |
| 30 settembre 1995 | Tuktoyaktuk          | Yukon             |
| 13 dicembre 1995  | Sausalito, CA, USA   | The Plant Studios |
| 14 dicembre 1995  | Los Angeles, CA, USA | Wiskey A Go-Go    |